# Пас Сольдан, Хосе Грегорио
Хосе Грегорио Пас Сольдан и Урета (исп. José Gregorio Paz Soldán; 9 мая 1808, Арекипа — 18 декабря 1875, Лима) — перуанский адвокат , юрист, журналист, дипломат, политический и государственный деятель, премьер-министр Перу (1862—1863), министр иностранных дел Перу (1845—1848, 1853—1854 и 1862—1863), сенатор, ректор Университета Сан-Маркос (1861—1863).
Основатель дипломатической службы Республики Перу.

## Биография
Брат Педро Пас Сольдан-и-Урета,  премьер-министра Перу (1867), учёного Матео Пас Сольдана и государственного деятеля Мариано Фелипе Пас Сольдана. Учился в первой высшей семинарии Сан-Херонимо в Арекипа, затем изучал право в Университете Сан-Агустин. Слушал лекции Франсиско Хавьер де Луна Писарро.
Получил докторскую степень по теологии и юриспруденции.
В 1833 году судья первой инстанции Арекипа, прокурор Верховного суда Арекипа (1839). В 1839 году — депутат Учредительного конгресса, основной целью которого было принятие Конституции Перу.
В 1845 году стал сенатором от Арекипы.
Трижды работал министром иностранных дел Перу (1845—1848, 1853—1854 и 1862—1863). Организатор дипломатической службы Перу. Издал указ о её организации. Открыл дипломатические представительства и посольства в Соединенных Штатах, Великобритании, Чили, Боливии и Эквадоре. Консульства в Париже и Брюсселе.
Был прокурором Верховного суда Перу (1851—1855). Генеральный директор Казначейства, член Государственного совета Перу (1850—1853). Полномочный министр в Колумбии (1852) и Венесуэле (1853).
С 27 октября 1862 по 10 апреля 1863 года — премьер-министр Перу, одновременно — министр иностранных дел.

## Память

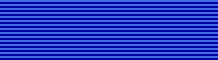
Лента ордена

В 2004 году в знак признания его заслуг в Перу учреждён орден «За заслуги перед дипломатической службой Перу имени Хосе Грегорио Пас Сольдана».